# 加藤珠美
加藤 珠美（かとう たまみ、1973年8月5日 - ）は、日本の女性ファッションモデル。現在、Mart（光文社）専属モデル。

## 来歴
15歳で小学館「プチセブン」の専属モデルとなり、後に様々なファッション誌で活躍。現在3人の子供の母としてモデルの仕事、家事を両立。

## 主な活動

### CM
- ヤマザキナビスコ 「プレミアム」
- 花王 「エコナ」
- 桃屋「塩だしつゆ・Martコラボ」（2010年11月19日～）

### 雑誌
- プチセブン（小学館） ‐ 専属モデル（1989年 - 1992年）
- non-no（集英社) ‐ 専属モデル（1992年 - ）
- so-en（文化出版）
- With （講談社）
- MISS（世界文化社）
- Saita
- レディブティック
- Mart（光文社）現在‐専属モデル

### スチール

#### カタログ
- ハナエモリ
- 盛岡フェザン
- 市田
- 丸昌
- ニッセン
- セシール